# Sylvietta philippae
El crombec piquicorto (Sylvietta philippae es una especie de ave paseriforme de la familia Macrosphenidae propia del Cuerno de África.

## Distribución y hábitat
Se encuentra en Etiopía y Somalía. Su hábitat natural es la sabana seca.